# Museum of Urban and Contemporary Art
Das Museum of Urban and Contemporary Art (MUCA) ist ein Kunstmuseum in München. Es wurde von Stephanie und Christian Utz gegründet und am 9. Dezember 2016 in einem ehemaligen Umspannwerk der Stadtwerke in der Hotterstraße 12 in der Altstadt eröffnet.
Das MUCA zeigt wechselnde Ausstellungen zu Urban Art und zeitgenössischer Kunst an mehreren Standorten, darunter der angrenzende MUCA‑Bunker sowie das Zwischennutzungsprojekt KUNSTLABOR 2 in der Dachauer Straße 90 (beschlossen 2019; eröffnet 2021; genehmigt bis 2026). Zu den beachteten Präsentationen gehörten Damien Hirst: The Weight of Things (2023–2024), besprochen in der Frankfurter Allgemeinen Zeitung und in Wallpaper*, sowie Werke wie Banksys Girl Without Balloon im Jahr 2025.

## Geschichte
Das MUCA wurde am 9. Dezember 2016 eröffnet und geht auf eine Initiative von Stephanie und Christian Utz zurück.

## Gebäude und Standorte

### Hauptgebäude
Das Museum befindet sich in einem ehemaligen Umspannwerk der Stadtwerke an der Hotterstraße 12 in der Münchner Altstadt.

### MUCA‑Bunker

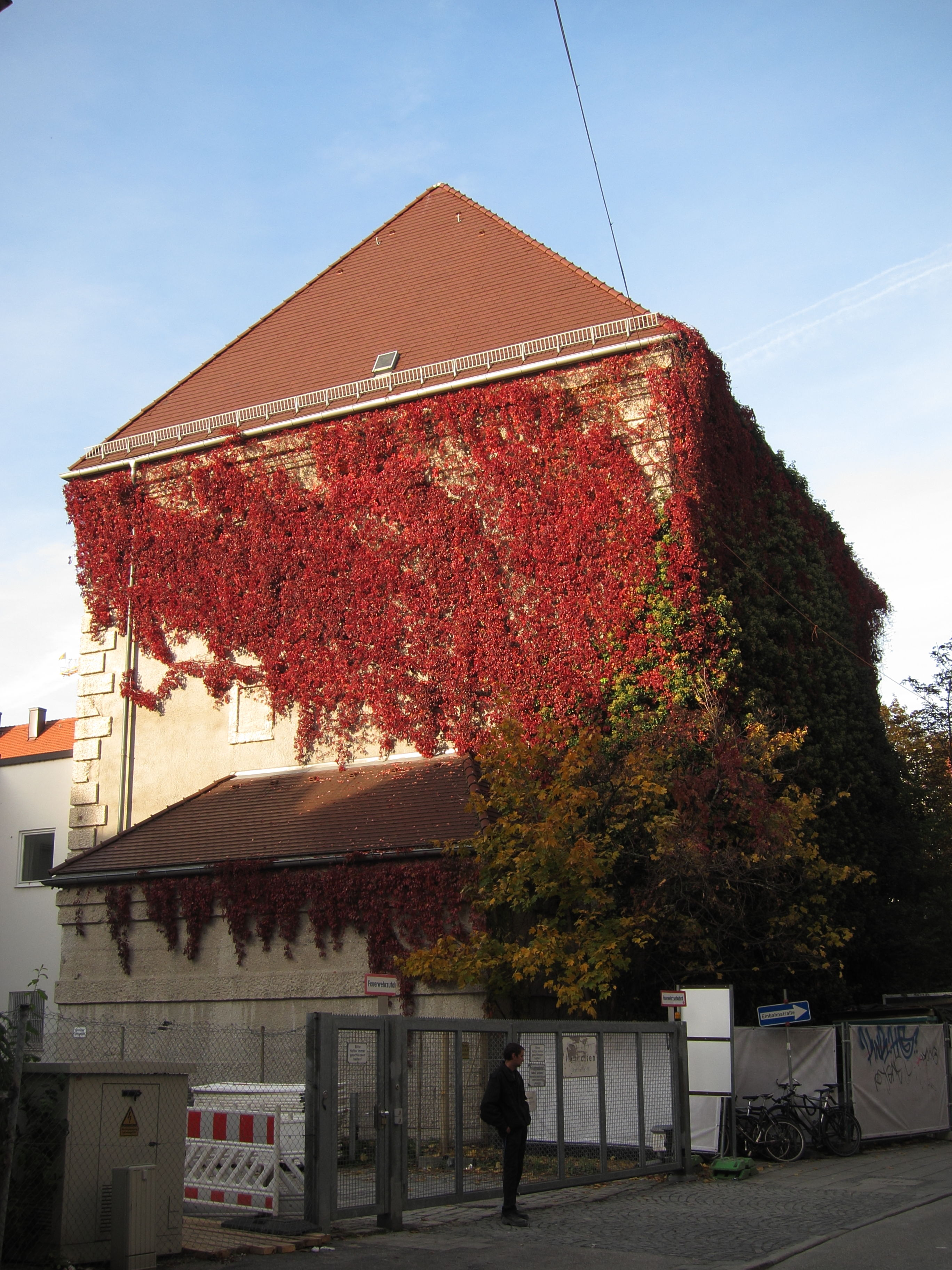
MUCA‑Bunker (Hochbunker Hotterstraße), Außenansicht (2011).

Ein angrenzender Luftschutzbunker aus dem Zweiten Weltkrieg dient als zusätzlicher Ausstellungsort unter der Bezeichnung MUCA‑Bunker.

### KUNSTLABOR 2
Seit 2021 betreibt das MUCA das Zwischennutzungsprojekt KUNSTLABOR 2 im früheren städtischen Gesundheitsamt an der Dachauer Straße 90. Das Projekt wurde 2019 beschlossen; die Genehmigung läuft bis 2026.

## Trägerschaft und Finanzierung
Das Museum wird privat von den Gründern betrieben. 2019 wurde die gemeinnützige MUCA Foundation zur Unterstützung von Ausstellungen und Bildungsangeboten gegründet.

## Ausgewählte Ausstellungen
Ikonen der Urban Art (2020), MUCA‑Hauptgebäude; die Berichterstattung hob unter anderem Arbeiten von Banksy hervor.
Max Zorn: City Lights (21. Oktober 2022 – 10. September 2023), MUCA‑Bunker; Einzelausstellung mit beleuchteten Tape‑Arbeiten des niederländischen Künstlers Max Zorn.
Damien Hirst: The Weight of Things (26. Oktober 2023 – 24. November 2024), MUCA‑Hauptgebäude; Überblicksschau über vier Jahrzehnte, besprochen von Frankfurter Allgemeine Zeitung und Wallpaper*.
Banksy: Girl Without Balloon (Präsentation), MUCA‑Bunker: 14. Februar – 13. April 2025 sowie erneut 25. Juli – 26. Oktober 2025.

## Rezeption und Kritik
Im März 2024 berichtete The Guardian, dass mehrere Damien Hirst‑Arbeiten in Formaldehyd, die auf die 1990er‑Jahre datiert sind, tatsächlich 2017 hergestellt worden seien. Der Artikel vermerkte, dass die MUCA‑Beschriftung für einen präparierten Hai das Jahr 1993 angab, und zitierte eine Sprecherin des Museums mit der Aussage, man habe die Katalogangaben des Studios des Künstlers übernommen.